# جزیره قوش
جزیره کوش  یا کوش‌آداسی  (ترکی استانبولی: Kuş Adası), جزیره‌ای کوچک در دریاچه وان، در شرق ترکیه می باشد. این جزیره در حال حاضر خالی از سکنه است ولی در گذشته ارامنه در آن سکونت داشته‌اند که ویرانه صومعه آنان هنوز وجود دارد.